# Hieracium dermophyllum
Hieracium dermophyllum es una especie de planta con flor del género Hieracium, de la familia Asteraceae, orden Asterales.

## Distribución
Hieracium dermophyllum se distribuye por Austria, Francia, Alemania, Italia y Suiza.

## Taxonomía
Fue descrita científicamente por Arv.-Touv. & Briq. Fue publicada en Annuaire Conserv. Jard. Bot. Genève.